# Ametroides glauningi
Ametroides glauningi är en insektsart som först beskrevs av Griffini 1911.  Ametroides glauningi ingår i släktet Ametroides och familjen Gryllacrididae. Inga underarter finns listade i Catalogue of Life.